# 군밤
군밤은 아시아를 비롯한 여러 나라에서 먹는 겨울철 간식이다. 지역에 따라 밤(Castanea crenata)이나 약밤(C. mollissima), 유럽밤(C. sativa)등 다양한 밤을 구워 먹는다.

## 나라별 군밤

### 한국
군밤은 대한민국과 조선민주주의인민공화국에서 흔히 먹는 길거리 음식이다. 가을부터 겨울까지 귀달이모자를 쓴 군밤장수가 밤이나 약밤을 구워 파는데, 그래서 귀달이모자가 "군밤장수 모자"나 "군밤 모자"로 불리기도 한다. 신민요인 〈군밤타령〉에도 군밤이 등장한다.

### 중국
중국에서는 군밤이 "볶은 밤"이라는 뜻의 차오리쯔(중국어: 炒栗子)로 불린다. 밤을 뜨겁게 달군 작은 자갈이나 굵은 모래, 설탕과 함께 볶아서 만들기 때문에 달콤한 맛이 나며, "설탕"을 뜻하는 "탕(糖)"을 붙여 탕차오리쯔(중국어: 糖炒栗子)라 부르기도 한다.

### 유럽
포르투갈에서는 흔한 길거리 음식인 군밤이 "구운 밤"이라는 뜻의 카스타냐 아사다(포르투갈어: castanha assada, 복수: castanhas assadas 카스타냐스 아사다스[*])로 불린다. 유럽밤을 구워 먹는데, 특히 "디아 드 상 마르티뉴(Dia de São Martinho)"라 불리는 성 마르티노의 날(11월 11일) 즈음에 즐겨 먹는 간식이다. 성 마르티노의 날 축제 때 모닥불에 햇밤을 구워 먹는 관습이 있다.

## 사진 갤러리

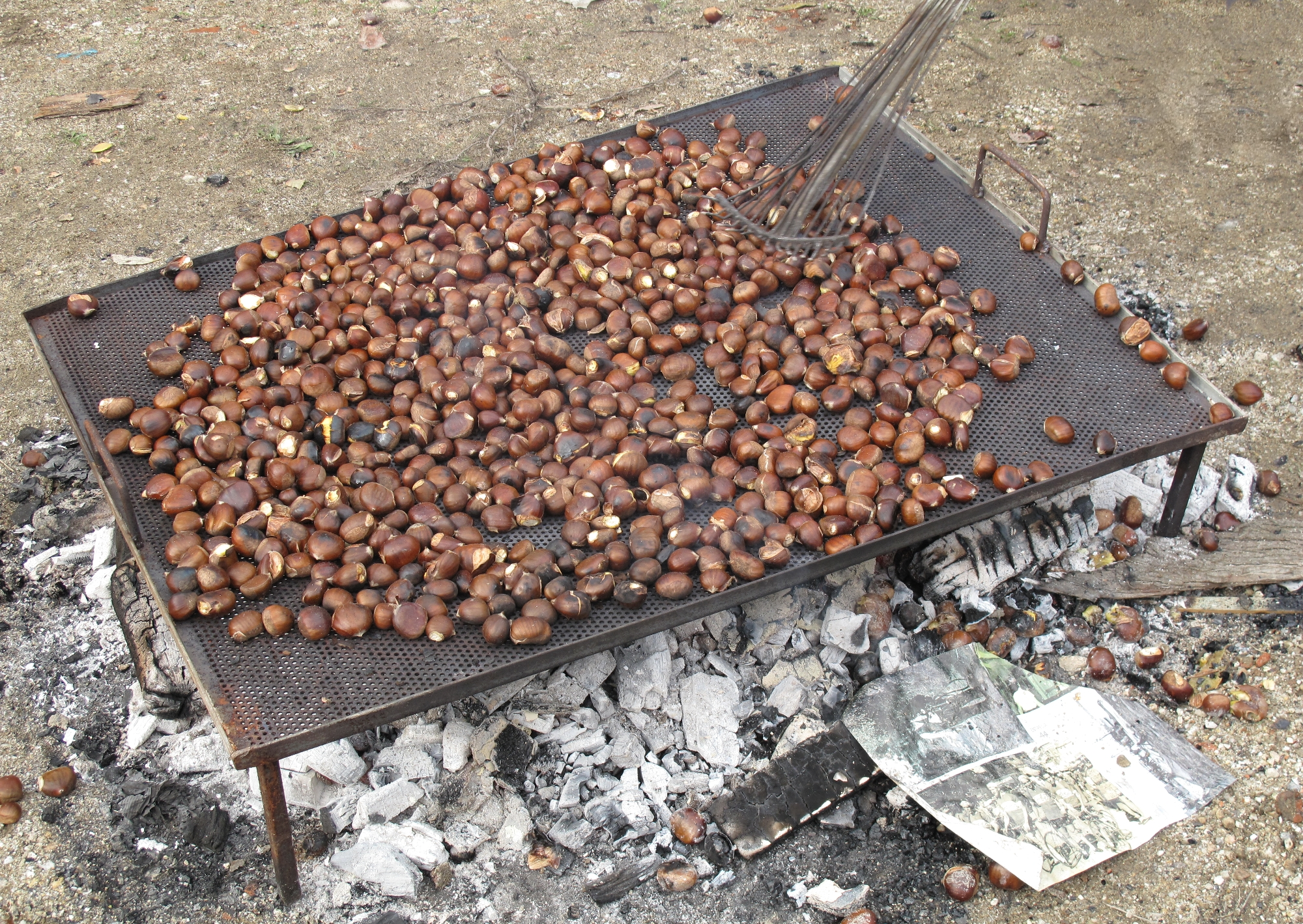
갈리시아의 카스타냐 아사다(castaña asada)
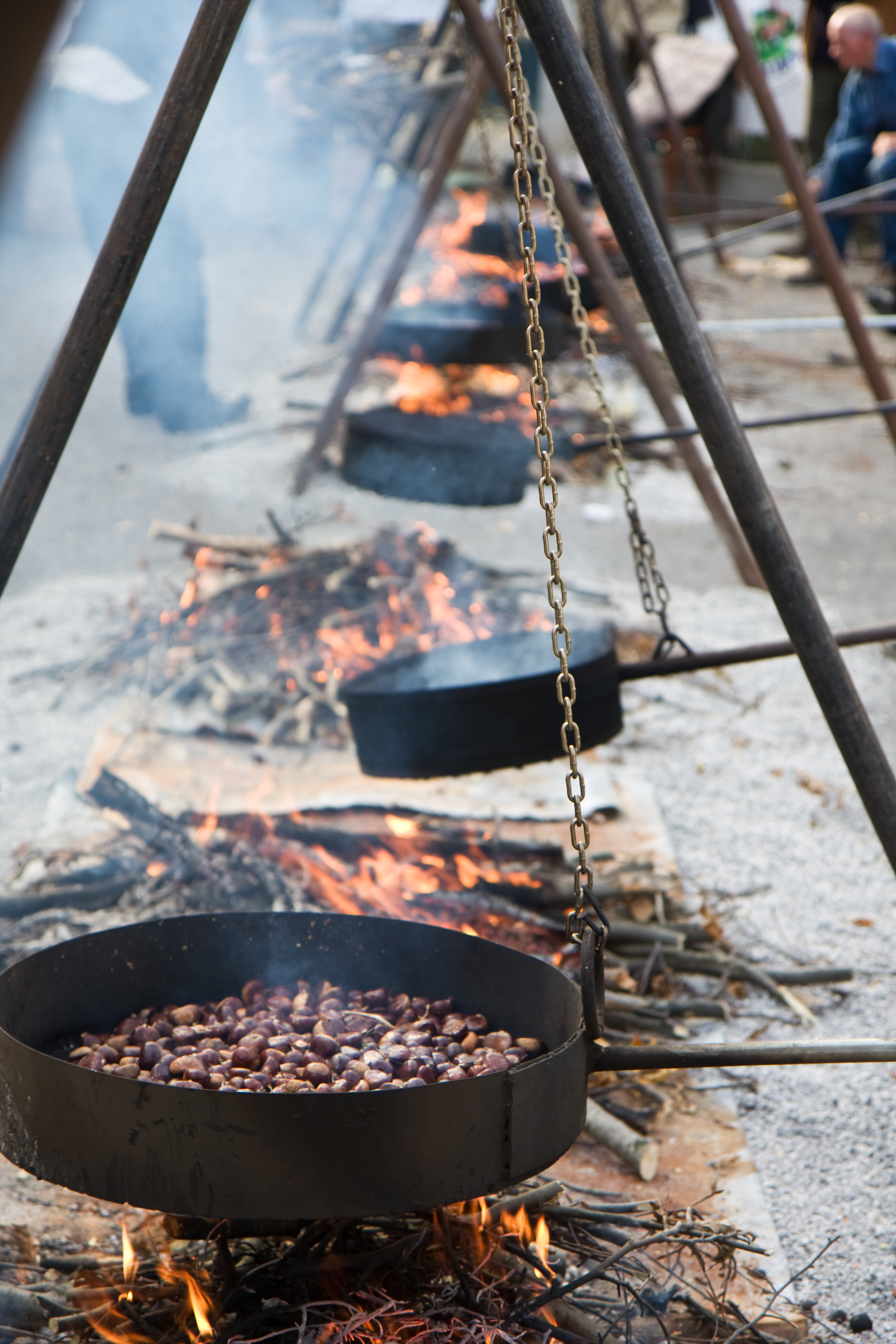
이탈리아의 카스타냐타(castagnata)
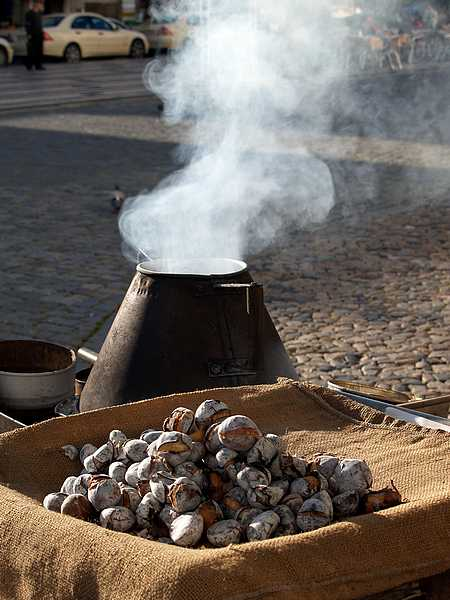
포르투갈의 카스타냐 아사다(castanha assada)
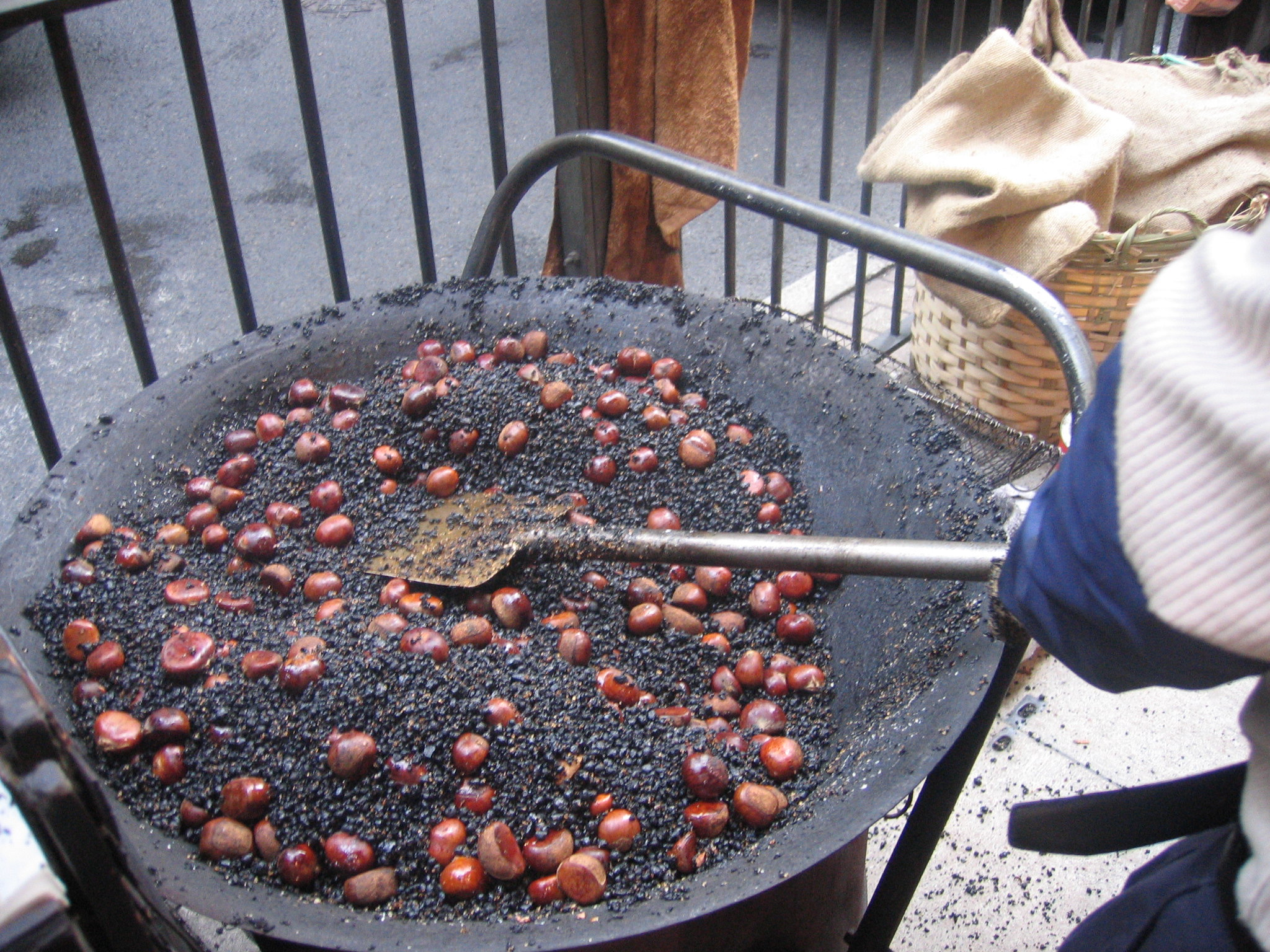
홍콩의 차우럿지(炒栗子)
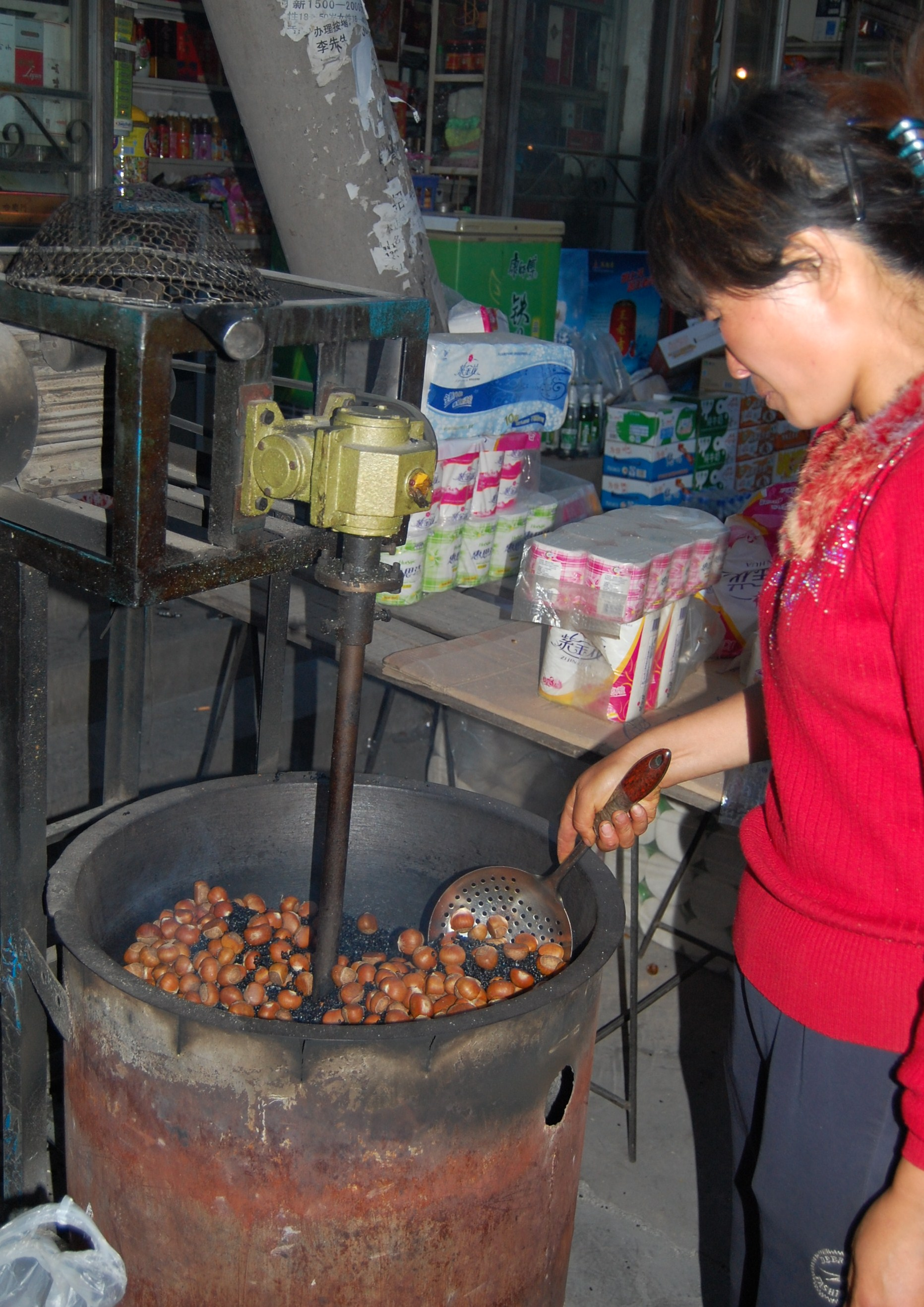
중국의 길거리 군밤 장수
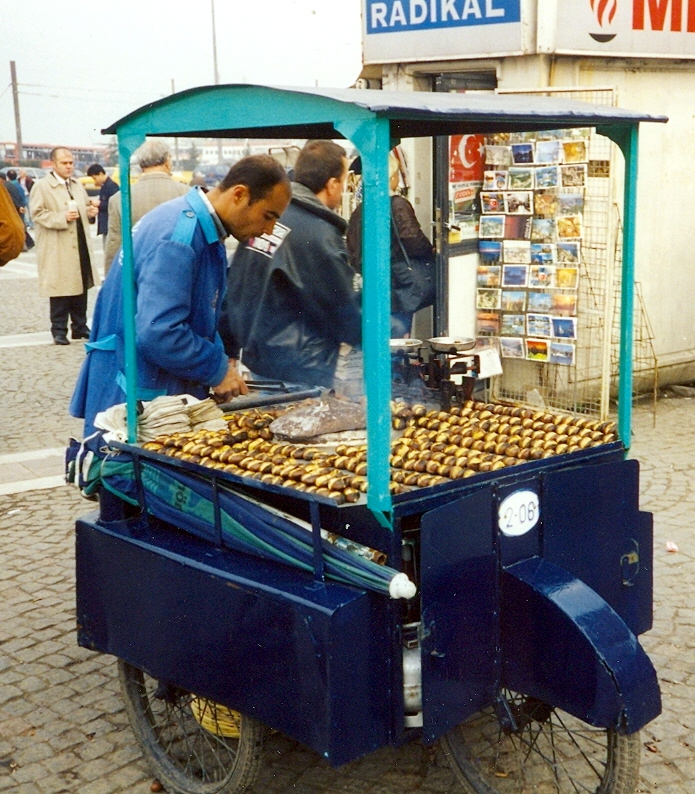
터키의 길거리 군밤 장수
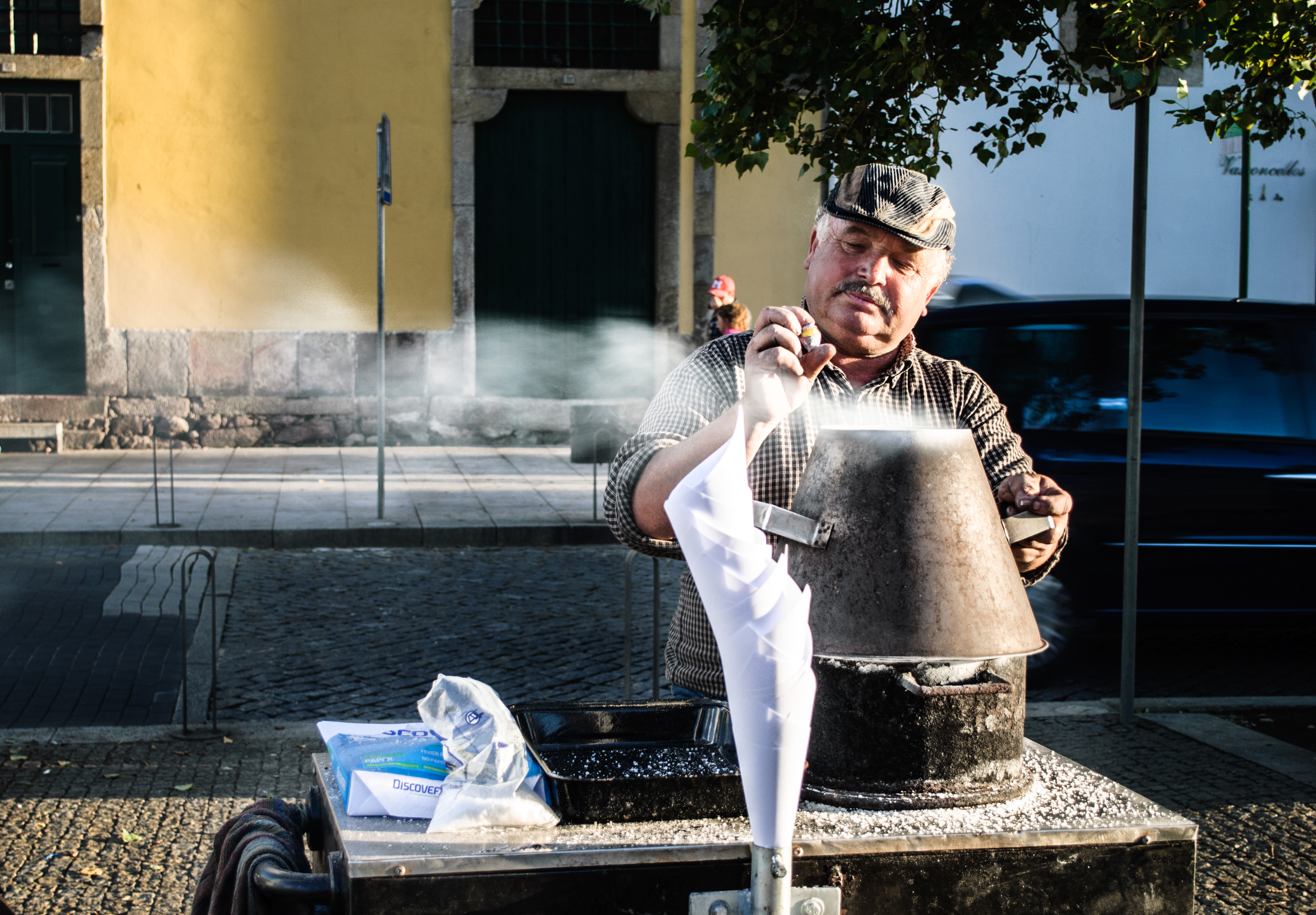
포르투갈의 길거리 군밤 장수

## 같이 보기
- 군고구마